# Dronning Louises Børnehospital
Dronning Louises Børnehospital var et sygehus i København beliggende Øster Farimagsgade 34 mellem denne gade og Lundsgade, Upsalagade og Malmøgade og åbnet 16. juni 1879 med 60 sengepladser. Det lukkede i 1971.
Hospitalet blev oprettet som selvejende institution i 1877, samme år som grundstenen blev nedlagt 9. juli af dronning Louise, og dets bygninger i nygotisk stil er tegnet af Ludvig Fenger og opført 1877-79 og udvidet ved samme arkitekt 1890-92. Flere udvidelser kom til i 1903 og 1910. Dronningen var protektrice indtil sin død i 1898, hvorefter kongen overtog protektoratet.
Institutionen erstattede det første børnehospital i Rigensgade fra 1850, der var oprettet af et privat selskab på hofmedikus J.L. Dreyers opfordring. Det var opført 1847-48 ved arkitekt J.D. Herholdt og åbnede 11. november 1850 med 20 senge. Hospitalet udvidedes stærkt i de følgende år, og 1872 kunne det oprette en gratis poliklinik på Nytorv. I 1879 kunne man så flytte ind i egne bygninger over for Kartoffelrækkerne.
Hospitalet løb rundt ved hjælp af gaver samt renter af legater og formue og årsbidrag fra de Spannjerske og de Eibeschützske Legater, Kammerherre Oxholms Legat, ved tilskud fra stat og kommune samt andel i Vare- og Industrilotteriets overskud. Dertil kom indtægter fra betaling for pleje: 2,50 kr. pr. dag. Der var en del fripladser. I 1906 havde hospitalet 70 senge, hvoraf 32 var forbeholdt kommunen mod betaling. 31. december 1903 ejede det 17.737 kr. foruden legatbeløbet; dets gæld var 93.984 kr. I 1904 behandledes 451 patienter.
Hospitalet havde også to klinikker i Wildersgade og Istedgade. Dronning Louises Børnehospital lukkede 1971, og funktionerne blev overtaget af Rigshospitalet. Hovedbygningen findes stadig og er nu børnehave og fritidshjem under Københavns Kommune. De sekundære bygninger er revet ned og erstattet af nye tilbygninger.
Grunden var ved oprettelsen ca. 10.400 kvadratalen stor. Bygningerne, der kostede 226.584 kr. i 1906-kroner, er opført på granitsokkel af røde mursten og har skifertag. Hovedbygningen i schweizerstil er i kælder og 3 etager med udnyttet tagetage, 133 x 27 fod med fremspring ved gavlene, og på midten i gavlene er der ud for hver etage under det udhængende tag, åbne gallerier, hvor patienterne i deres senge kunne flyttes ud Den 124 fod lange bygning til polikliniken, der også rummede boliger for reservelægen og en del sygeplejersker, er i kælder og 2 etager. Desuden var der en isolationsbygning til børn med smitsomme sygdomme, funktionærboliger, bygning med lighus og obduktionsstue mm. I haven mod syd var der et springvand. I hospitalet fandtes et skænket maleri Den barmhjertige Samaritan, vistnok malet af Theodor Wegener.
Dronning Louises Børnehospital var et eksempel på implementering af nye standarder for hygiejne. Det var et moderne byggeri, idet Fenger i samarbejde med ingeniører havde installeret varme- og ventilationssystemer til sikring af frisk luft på sygestuerne. Sygeplejerskerne var ansvarlige for betjeningen af teknikken ved gasblus og kontrollerede varme- og fugtighedsmålerne. Desuden havde hospitalet store balkoner i gavlene, hvor sengene kunne køres ud i fri luft om sommeren.
Hospitalet havde 1 overlæge, 1 reservelæge og 1 forstanderinde. Hospitalets første forstanderinde var den fremsynede Ingeborg Drewsen. I 1879 gjorde Drewsen sin bestyrelse opmærksom på, at ventilationssystemet var forkert installeret, så fordærvet luft hobede sig op og ikke blev fornyet. Bestyrelsen fulgte dog ikke kritikken op af handling, og konsekvensen blev bl.a., at gulvene få år efter måtte udskiftes på grund af råd.
Dødeligheden blandt de indlagte børn var stor. Af de 289 patienter i alderen 0-16 år døde ca. hver femte i hospitalets første år. Af de spæde døde 55%.
Det var et princip for hospitalets drift, at børn af uformuende forældre kunne indlægges gratis. Kun få forældre havde råd til selv at betale, og et barns indlæggelse kunne føre til økonomisk katastrofe og resultere i fattigforsørgelse. I forbindelse med børn fra fattigforsørgede familier korresponderede Ingeborg Drewsen med fattigvæsenet, men indbetalingen for kur og pleje var forbundet med vanskeligheder på grund af placering af forsørgelsespligten i en periode, der var præget af social nød og stor indvandring til hovedstaden. Bestyrelsen førte således en stadig kamp for at opnå velgørende midler og offentlige tilskud.
På børnehospitalet blev også tidens nye principper for sygepleje taget i brug. Selvom bestyrelsen havde det overordnede ansvar og stod for bl.a. ansættelse og uddannelse af sygeplejersker, havde Drewsen store selvstændighed på sin arbejdsplads. Ligesom på Kommunehospitalet bestod uddannelsen kun af praktisk oplæring uden teoretisk undervisning.
Drewsens indstillinger med vurdering af elevernes kvalifikationer til at blive sygeplejeassistenter blev i lang tid accepteret af bestyrelsen, men i 1890'erne begyndte den at kritisere dem med henvisning til økonomien, eftersom oprykning til assistent betød aflønning af personale, der hidtil havde arbejdet uden løn. Samtidig hævdede Ingeborg Drewsen, at sygeplejerskernes løn var for lav til at holde på de dygtigste. Hendes utilfredshed med vilkårene gjorde, at hun i 1894 opsagde sin stilling.
Ejendommen danner i dag rammerne om den integrerede daginstitution Dronning Louise Arkiveret 28. december 2011 hos  Wayback Machine med ca. 340 børn i alderen 0 - 14. år.